# Anafi
Anafi (griechisch Ανάφη (f. sg.)) ist eine kleine Insel im Südosten der Kykladen mit 294 Einwohnern (2011). Zusammen mit einigen unbewohnten Inselchen bildet sie eine Gemeinde in der griechischen Region Südliche Ägäis. Sie hat mit einer Länge von 12 km und einer Breite von 6 km eine Oberfläche von 38,636 km² und erhebt sich bis auf 582 Meter ü. d. M.

## Geschichte
Laut mythologischer Erzählung soll Apollon befohlen haben, Anafi aus dem Meer auftauchen zu lassen, um die Argonauten bei ihrer Reise von Kolchis vor einem Sturm zu retten und ihnen Schutz zu geben.
Nach antiker Überlieferung siedelten sich zunächst Phönizier an, später Dorer, die eine Stadt auf dem Berg Kastelli gründeten.
Im 5. Jahrhundert v. Chr. gehörte Anafi zu Athen, im Mittelalter zu Naxos und mehreren venezianischen Familien.
1537 wurde die Insel von den Türken erobert, bis sie 1830 Teil des neu gegründeten Staates Griechenland wurde.
| Name                 | griechischer Name             | Code       | 1920 | 1928 | 1940 | 1951 | 1961 | 1971 | 1981 | 1991 | 2001 | 2011 |
| -------------------- | ----------------------------- | ---------- | ---- | ---- | ---- | ---- | ---- | ---- | ---- | ---- | ---- | ---- |
| Anafi                | Ανάφη (f. sg.)                | 6002000001 | 558  | 565  | 785  | 532  | 471  | 353  | 285  | 261  | 269  | 256  |
| Klisidi              | Κλησίδι (n. sg.)              | 6002000002 |      |      |      |      |      |      | –    | –    | 002  | 012  |
| Ormos Agiou Nikolaou | Όρμος Αγίου Νικολάου (m. sg.) | 6002000004 |      |      |      |      |      |      | 7    | –    | 002  | 003  |
| Gesamt               | Gesamt                        | 6002       | 559* | 565  | 785  | 532  | 471  | 353  | 292  | 261  | 273  | 271  |

- 1920: für Moni Kalamiotissis 1 Bewohner

Zur Gemeinde Anafi zählen die unbewohnten Inseln Makra, Pachia und Ftena.

## Sehenswürdigkeiten
Heute gibt es auf Anafi einen Hafen (Agios Nikolaos), darüber ein Dorf (Chora) und entlang der Südküste sieben Sandstrände (darunter Klisidi, Katsouni, Mikros und Megalos Roukounas sowie Prassies), die im Osten von dem hohen Marmormonolithen Kalamos, an dessen Fuß sich das Kloster Zoodochos Pigi befindet, begrenzt werden. Der Kalamos ist nach Gibraltar der zweitgrößte monolithische Felsen Europas. Er besteht komplett aus Marmor. Auf dem Felsen thront die Kirche Panagia Kalamiotissa.
Ungefähr die Hälfte der Insel ist im Besitz der Orthodoxen Kirche. Ein Bus fährt im Sommer mehrmals am Tag zu den Stränden. In der Nähe des Dorfes befindet sich eine venezianische Burg und die Kirche von Agios Athanasios.
Weiter östlich findet man griechische und römische Ruinen, die teilweise unter Wasser liegen und im Winter bei Stürmen manchmal freigeschwemmt werden.
Anafi wird mehrmals in der Woche von Santorini aus mit Fähren angesteuert, die Überfahrt dauert etwa zwei Stunden.
Bis vor einigen Jahren gab es eine einzige Straße, die den Hafen mit dem Dorf verbindet und auf der ein Bus verkehrte. Mittlerweile wurden weitere Straßen gebaut, etwa bis zum Kloster am Fuße des Kalamos im Südwesten der Insel, wodurch vor allem die zahlreichen Strände an der Südküste wesentlich einfacher erreichbar wurden, sowie von Chora nach Westen und von Chora ins Inselinnere.
Auf Anafi gibt es eine Post, einen Arzt und einen Heliport.

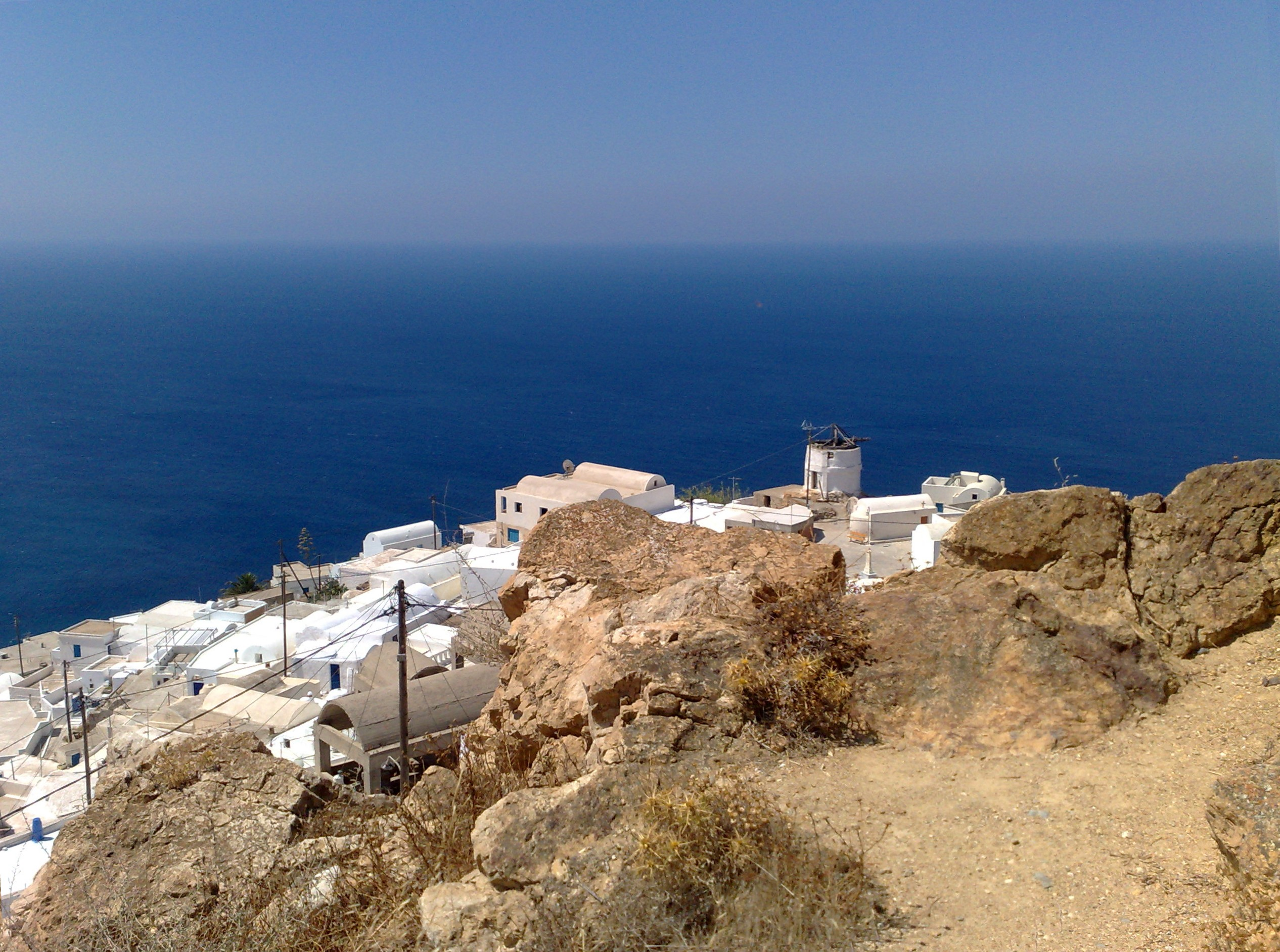
Das Dorf Anafi von oben
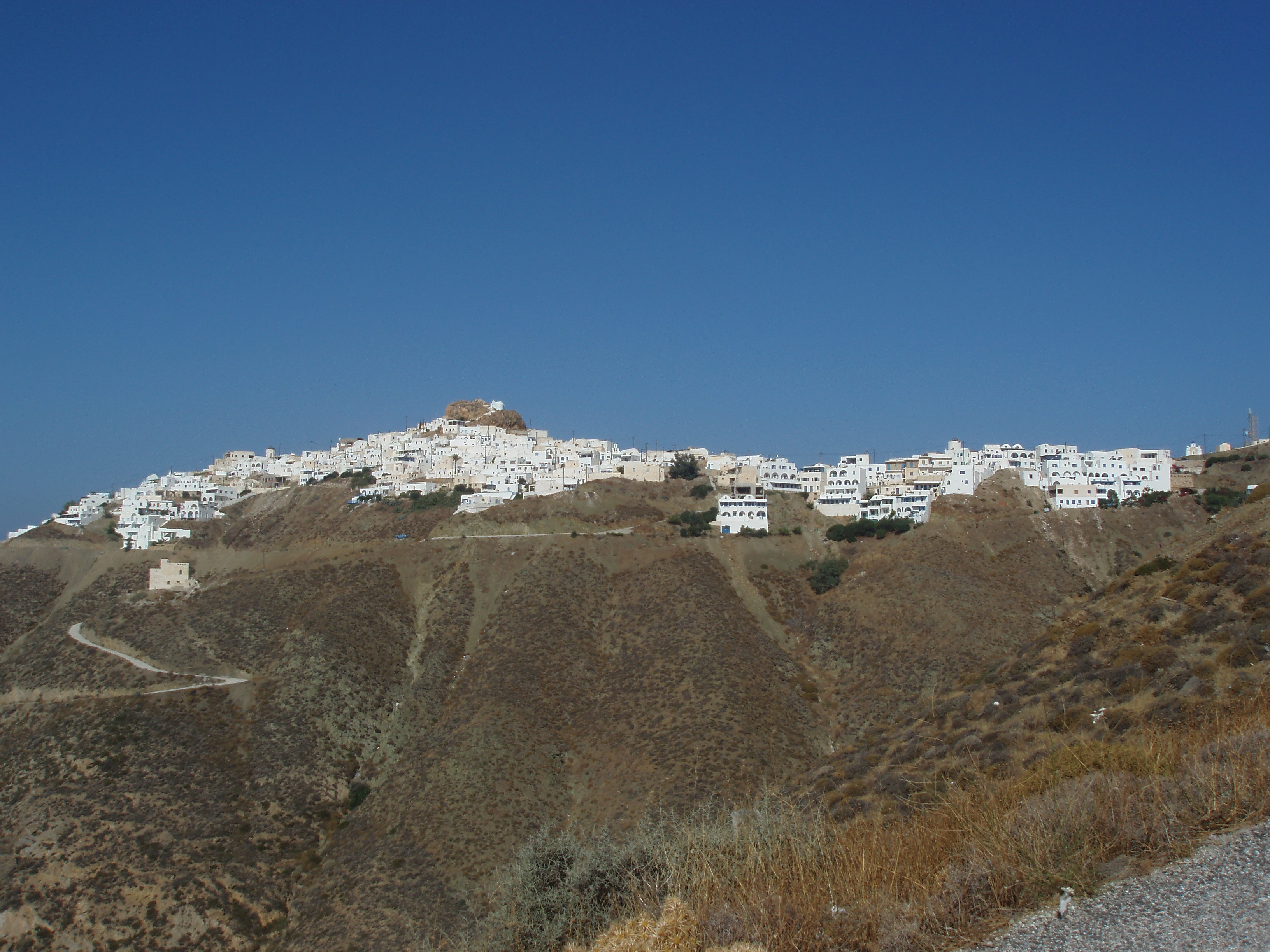
Die Chora
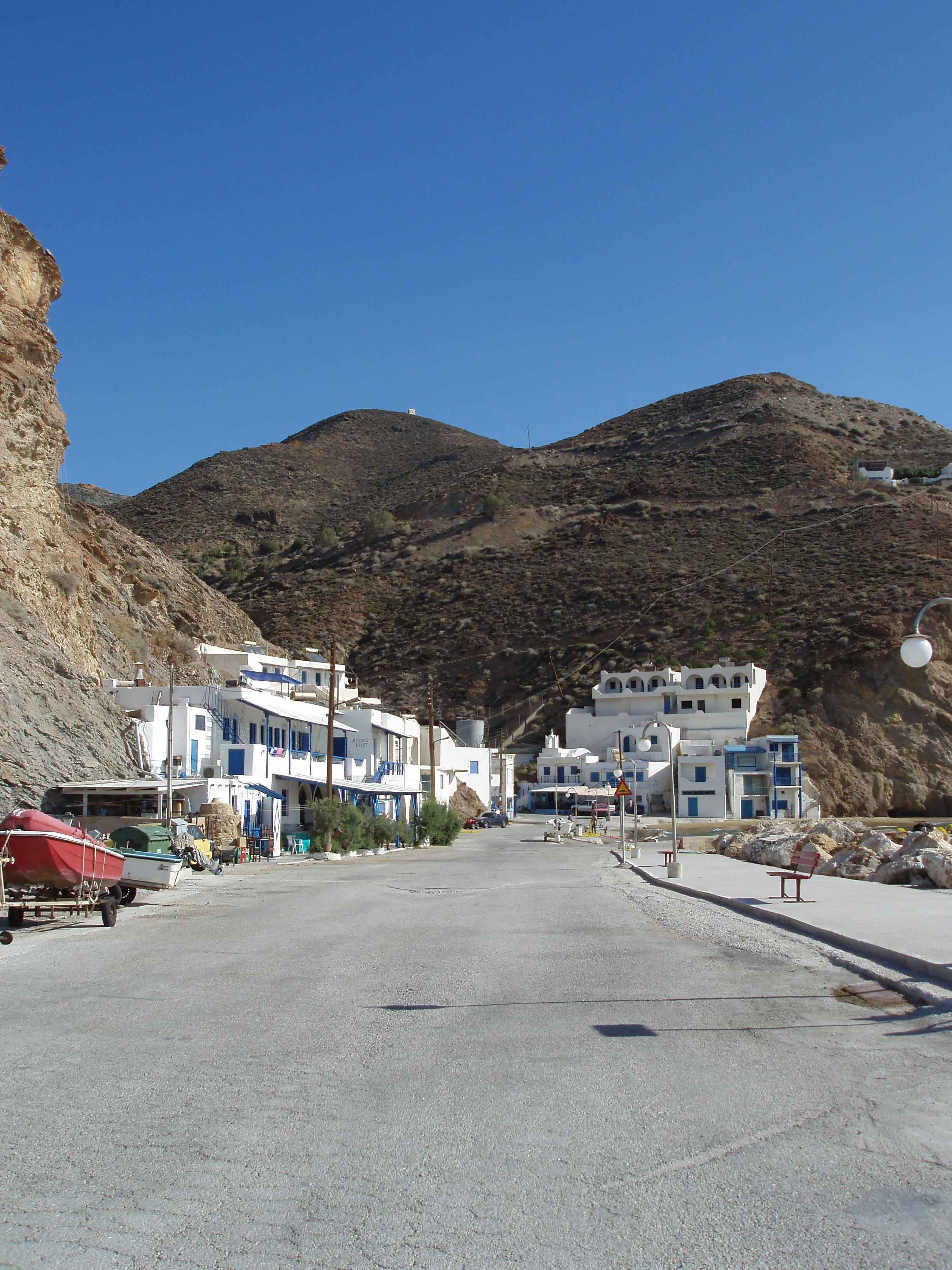
Hafen Agios Nikolaos
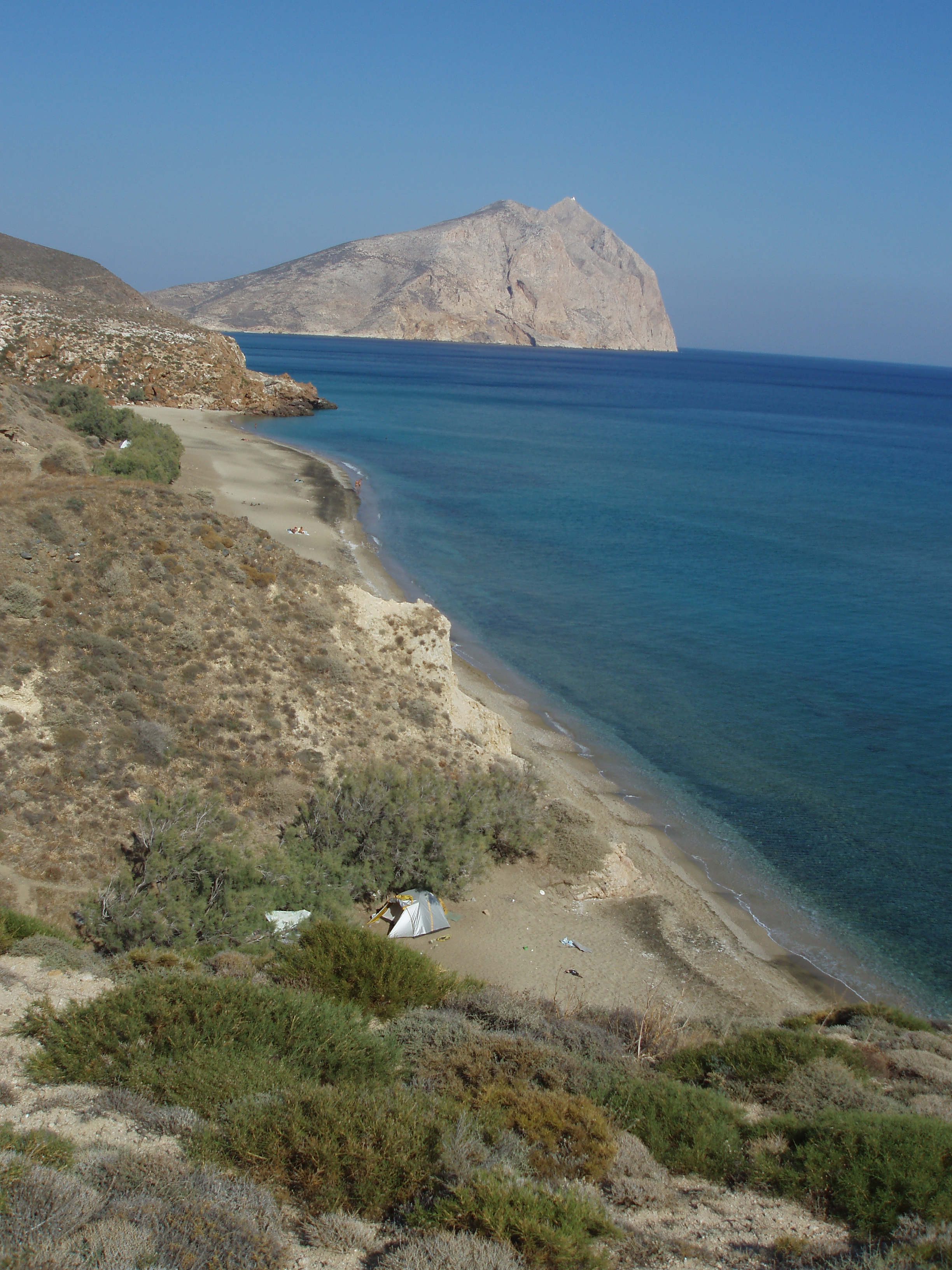
Südküste mit dem Kalamos-Monolithen
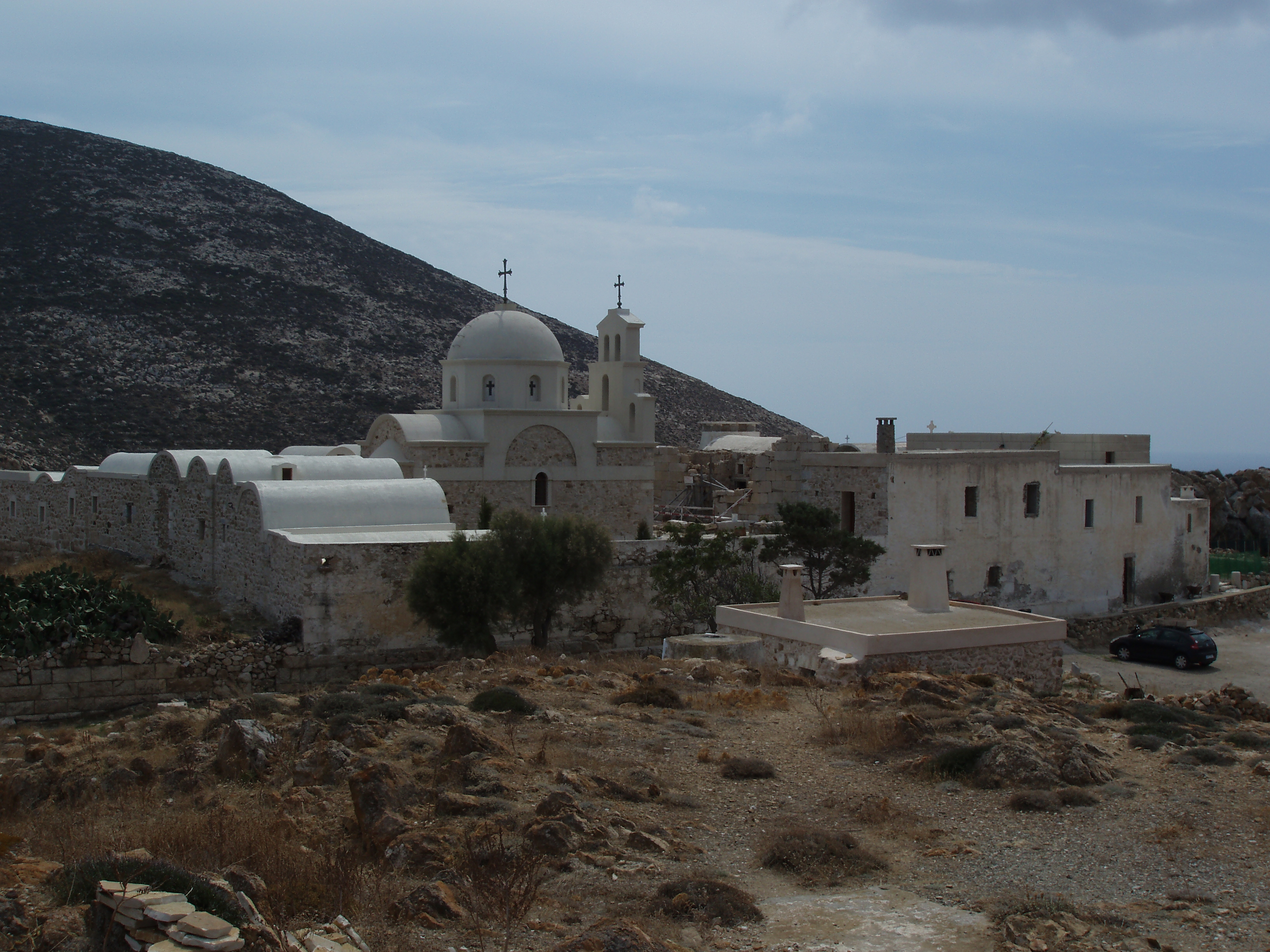
Zoodochos Pigi am Fuße des Kalamos
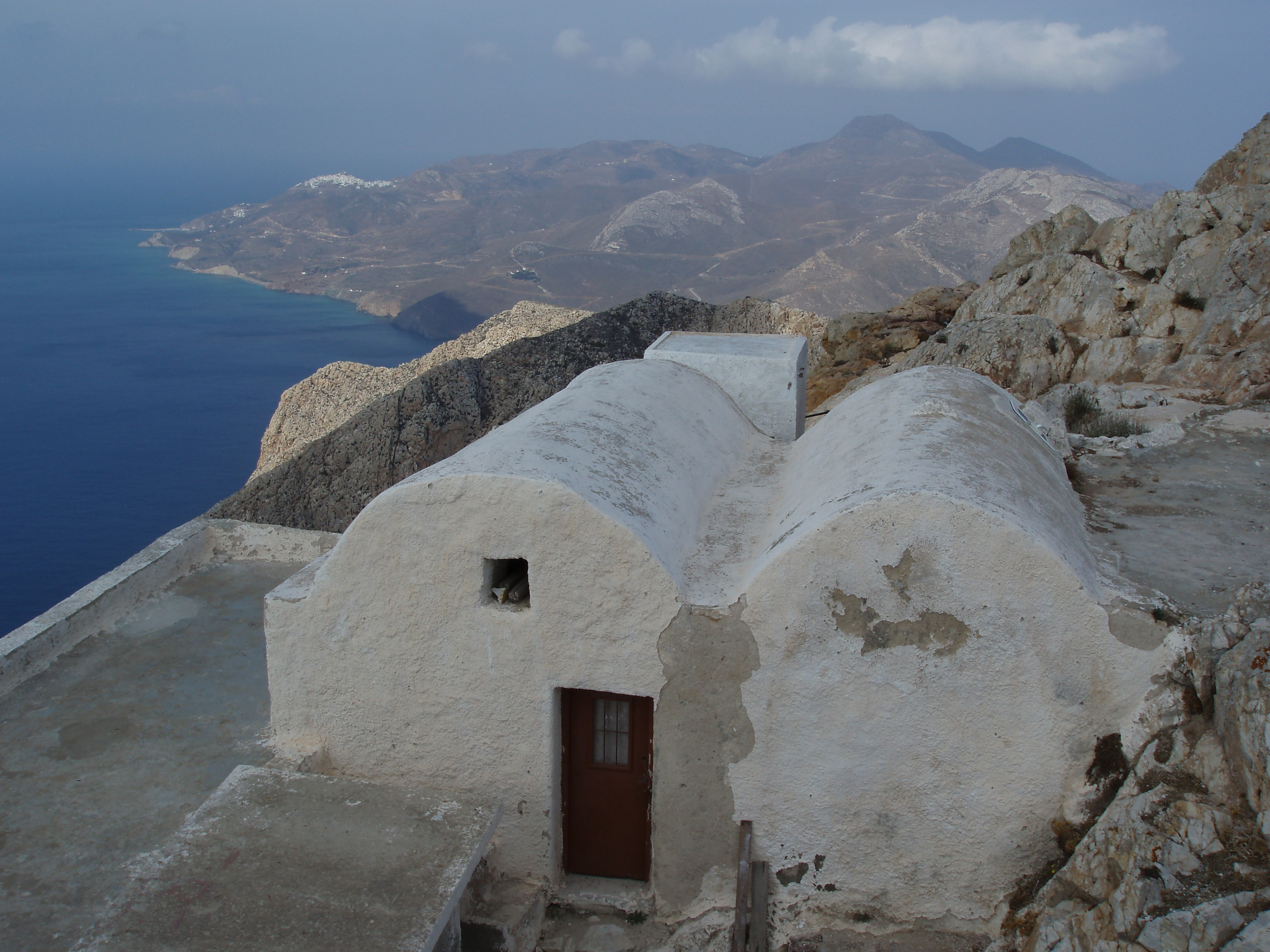
Blick von der Panagia-Kalamiotissa-Anlage auf die Insel
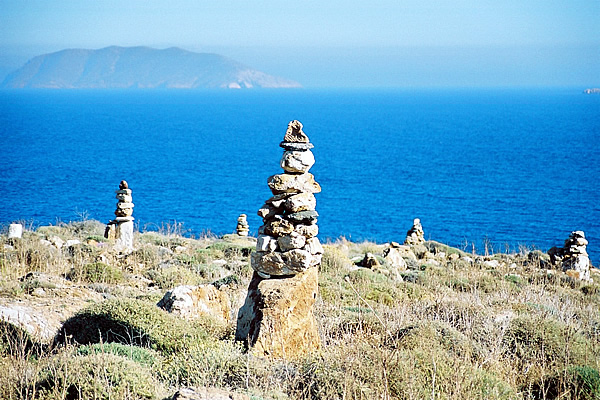
Steinmännchen mit Blick auf die vorgelagerte Insel Pachia